# デイビソン郡
座標: 北緯43度41分 西経98度10分 / 北緯43.68度 西経98.16度
デイビソン郡（英: Davison County）は、アメリカ合衆国のサウスダコタ州にある郡。2000年時点の人口は18,741人で、郡庁所在地はミッチェル (Mitchell)。
この郡は隣接するハンソン郡とミッチェル小都市圏を形成している。

## 地理
アメリカ合衆国国勢調査局によると、この郡は総面積1,131 km2 (437 mi2) である。このうち1,128 km2 (435 mi2)が陸地で、3 km2 (1 mi2) が川や湖などの水地域である。総面積のうちの0.31%が水地域となっている。

### 郡区
この郡は下記の12郡区から成る。
| - バジャー (Badger) - ベイカー (Baker) - ビューラー (Beulah) - ブレンデン (Blenden) - トービン (Tobin) - リスボン (Lisbon) | - ミッチェル (Mitchell) - マウントバーノン (Mount Vernon) - ペリー (Perry) - プロスパー (Prosper) - ローム (Rome) - ユニオン (Union) |

### 幹線道路
- 州間高速道路90号線
- 州道37号線
- 州道42号線

### 隣接する郡
- サンボーン郡（北）
- ハンソン郡（東）
- ハッチンソン郡（南東）
- ダグラス郡（南西）
- オーロラ郡（西）

## 人口動静

2000年国勢調査時の郡の人口ピラミッド

2000年の国勢調査によると、デイビソン郡には18,741人、7,585世帯、及び4,770家族が暮らしている。人口密度は17/km2 (43/mi2) で、7/km2 (19/mi2) の平均的な密度に8,093軒の住居が建っている。この郡の人種の構成は白人96.23%、黒人（アフリカ系アメリカ人）0.27%、先住民1.98%、アジア系0.43%、太平洋諸島系0.02%、その他の人種0.30%、および混血0.77%で、0.69%の人々がヒスパニックまたはラテン系である。郡の住民の50.8%がドイツ系、10.1%がノルウェー系、5.5%がアイルランド系、5.4%がアメリカ系移民の子孫である。
デイビソン郡に住む7,585世帯のうち、31.10%は18歳未満の子どもと暮らしており、51.40%は夫婦で生活している。8.20%は未婚の女性が世帯主であり、37.10%は家族以外の住人と同居している。30.80%は独居で、全世帯の13.40%は65歳以上の独居老人世帯である。1世帯あたりの平均人数は2.38人であり、家庭の場合は3.00人である。
郡の住民は25.40%が18歳未満の子どもで、18歳以上24歳以下が12.00%、25歳以上44歳以下が25.90%、45歳以上64歳以下が20.40%、および65歳以上が16.20%となっている。平均年齢は36歳である。女性100人に対して男性は94.10人いて、18歳以上の女性100人に対しては男性は91.80人いる。
郡の世帯ごとの平均収入は33,476米ドルで、家族ごとでは44,357米ドルである。男性の30,825米ドルに対して女性は20,940米ドルの平均的な収入がある。この郡の一人当たりの収入 (per capita income) は17,879米ドルである。総人口の11.50%、家族の8.20%は貧困線以下である。18歳未満の子どもの11.30%及び65歳以上の10.40%は貧困線以下の生活を送っている。

## 都市および町
- イーサン (en:Ethan, South Dakota)
- ルーミス (en:Loomis, South Dakota)
- ミッチェル (en:Mitchell, South Dakota)
- マウントバーノン (en:Mount Vernon, South Dakota)